# Chiesa di Sant'Jacopo a Coldaia
La chiesa di San Jacopo a Coldaia si trova nel comune di Scarperia e San Piero, sul lato sinistro del fiume Sieve, dal quale dista circa un chilometro. La strada che conduce a questa chiesa è situata tra Anguidola ed il torrente Rimotoso.

## Storia
Fu sotto il patronato degli Ubaldini fino all'XI secolo, poi appartenne ai Medici fino al 1835; essa conserva un dipinto i cui soggetti fanno trasparire la delicatezza dei lineamenti, la Vergine col Bambino e tre figure di santi nello sfondo. Questo dipinto era custodito nella vecchia chiesa di San Niccolò, che si trovava nelle vicinanze della chiesa di Sant'Jacopo a Coldaia.